# 제1차 남작 전쟁
틀:전역상자 제1차 남작 전쟁
틀:전역상자 남작 전쟁
제1차 남작 전쟁(1215년~1217년)은 잉글랜드 왕국에서 로버트 피츠월터가 이끄는 일단의 반항적인 주요 지주들(일반적으로 남작으로 불림)이 잉글랜드의 존 왕에 대항하여 벌인 내전이었다. 이 분쟁은 필리프 2세에 대항한 존 왕의 비참한 전쟁으로 인해 앙주 제국이 붕괴하고, 존이 1215년 6월 15일에 서명한 마그나 카르타를 수락하고 준수하기를 거부하면서 발생했다.
비타협적인 왕에 직면한 반란 남작들은 필리프 왕의 아들인 루이에게 의지했고, 루이는 1216년 아버지의 반대와 나중에 그를 파문한 교황의 반대에도 불구하고 군대를 이끌고 잉글랜드로 항해했다. 루이는 윈체스터를 점령하고 곧 잉글랜드 왕국의 절반 이상을 통제했다. 그는 런던에서 남작들에 의해 "잉글랜드의 왕"으로 선포되었지만, 실제로는 한 번도 즉위하지 못했다.
잉글랜드 통치에 대한 루이의 야망은 1216년 10월 존의 죽음으로 큰 차질을 빚었다. 이로 인해 반란 남작들이 루이를 버리고 존의 9세 아들인 헨리 3세에게로 돌아서면서 전쟁은 계속되었다. 루이의 군대는 1217년 5월 20일 링컨 전투에서 마침내 패배했다. 그의 아내 블랑카 데 카스티야 왕녀가 소집한 함대가 프랑스 증원군을 데려오려 했으나 1217년 8월 24일 샌드위치 해안에서 패배한 후, 그는 잉글랜드의 조건에 따라 평화를 맺을 수밖에 없었다. 그는 램버스 조약에 서명하고 자신이 보유하고 있던 몇 안 되는 남은 성들을 포기했다. 이 조약은 루이가 자신이 잉글랜드의 정당한 왕이 아니었음을 인정하는 효과를 가져왔다. 이는 내전의 종식과 프랑스군의 잉글랜드 철수를 공식화했다.

## 배경
1215년 6월, 존 왕은 실패한 지도력과 전제적인 통치를 더 이상 용납할 수 없었던 강력한 남작 집단에 의해 "남작 조항"에 그의 인장을 찍도록 강요받았다. 왕의 대인장은 1215년 6월 15일에 거기에 부착되었다. 그 대가로 남작들은 1215년 7월 19일에 존 왕에게 충성을 다시 맹세했다. 합의를 기록하기 위한 공식 문서는 7월 15일 왕실 재무성에서 작성되었는데, 이것이 원본 마그나 카르타였다. "국토의 법"은 왕의 단순한 의지에 반대하는 마그나 카르타의 위대한 표어 중 하나이다.
마그나 카르타는 61조 "보안 조항"과 같이 이론적으로 왕의 권한을 현저히 감소시키는 조항들을 포함하고 있었다. 이 조항은 25명의 남작으로 구성된 집단이 언제든지 무력을 사용하여 왕을 제압할 수 있도록 허용했는데, 이는 봉건 관계에서 일반적인 중세 법적 절차인 강제집행으로, 왕에게 적용된 적은 없었다. 1215년 여름 동안 합의에 도달하기 위한 수개월간의 반쯤 진심인 시도 끝에, 반란 남작 동맹과 왕당파 사이에 공개적인 충돌이 발생했다.

## 사건 경과

### 프랑스의 개입
이 전쟁은 마그나 카르타를 둘러싸고 시작되었지만, 곧 잉글랜드 왕위를 위한 왕조 전쟁으로 변모했다. 강력한 왕에 직면한 반란 남작들은 필리프 2세의 아들이자 후계자이며 헨리 2세의 손녀사위인 루이에게 의지했다. 노르만 정복은 불과 149년 전에 일어났고, 잉글랜드와 프랑스의 관계는 나중에 그랬던 것처럼 단순히 적대적이지 않았다. 동시대의 문서인 웨이벌리 연대기는 루이가 "왕국이 외세에 의해 약탈당하는 것을 막기 위해" 침공하도록 초대받았다는 진술에서 모순을 발견하지 못했다.
처음에 1215년 11월, 루이는 단순히 런던을 보호하기 위해 남작들에게 기사 한 무리를 보냈다. 그러나 심지어 그 단계에서도 그는 아버지와 교황 인노첸시오 3세의 만류에도 불구하고 공개적인 침공에 동의했다. 그것은 1216년 5월에 일어났는데, 타닛 섬 해안의 감시병들이 수평선에서 돛을 발견했고, 다음 날, 잉글랜드 왕과 그의 군대는 루이의 군대가 켄트주 해안에 상륙하는 것을 목격했다.
존은 색슨족의 수도인 윈체스터로 도주하기로 결정했고, 따라서 루이는 런던으로 진군하는 동안 거의 저항을 받지 않았다. 그는 런던에 역시 거의 저항 없이 입성했으며, 반란 남작들과 런던 시민들에게 공개적으로 환영받았고 세인트 폴 대성당에서 왕으로 선포되었다(즉위는 하지 않았다). 잉글랜드에 봉읍을 가지고 있던 스코틀랜드의 알렉산더 2세를 포함하여 많은 귀족들이 그에게 충성을 맹세하기 위해 모였다.
존의 많은 지지자들은 변화의 흐름을 감지하고 남작들을 지지하기 시작했다. 웨일스의 제럴드는 다음과 같이 말했다. "노예의 광기는 끝났고, 자유의 시간이 허락되었으니, 잉글랜드의 목은 굴레에서 벗어났다."
존을 추격하며 루이는 6월 6일 런던에서 남쪽으로 군대를 이끌었고, 다음 날 레이게이트에 도착하여 레이게이트성이 버려진 것을 발견했다. 그는 6월 8일 길드포드성으로 진군했고, 길드포드성은 즉시 항복했다. 판햄성은 처음에는 문을 닫았지만, 프랑스군이 공성전을 시작하자 항복했다. 그는 6월 14일 윈체스터성에 도착해서야 저항에 부딪혔지만, 열흘간의 공성전 끝에 함락되었다. 루이의 전역은 계속되었고, 7월까지 잉글랜드의 약 3분의 1이 그의 통제하에 놓였다.

### 도버의 1차 공성전
한편, 프랑스 국왕은 아들이 핵심 항구인 도버를 먼저 점령하지 않고 잉글랜드를 정복하려 한다고 비웃었다. 캔터베리성과 로체스터성, 그들의 도시들, 그리고 실제로 켄트주의 대부분은 이미 루이에게 함락되었다. 그러나 그가 7월 25일 도버성으로 진군했을 때, 도버성은 준비가 되어 있었다. 그곳의 영주인 휴버트 드 버그는 충분한 보급품을 갖춘 수비대를 보유하고 있었다.
1차 공성전은 7월 19일 루이가 성 북쪽의 고지를 차지하면서 시작되었다. 그의 병사들은 성공적으로 옹성을 파괴하고 성문을 무너뜨리려 했지만, 드 버그의 병사들은 거대한 목재로 벽의 틈을 막아 침략자들을 격퇴했다. (공성전 후 약한 북쪽 문은 막혔고, 그 지역에 터널이 만들어져 성 요한 탑과 새로운 경관의 문, 피츠윌리엄의 문으로 이어졌다.) 그동안 루이의 켄트 점령은 윌리엄 오브 캐싱햄이 모집하고 이끈 [[위어](Weald) 지역 궁수들의 게릴라 부대에 의해 약화되고 있었다.
성 공성에 3개월을 보내고 병력의 상당 부분이 공성전에 투입된 후, 루이는 10월 14일 휴전을 제의했고 곧 런던으로 돌아갔다.

### 윈저와 로체스터 공성전
도버 외에 루이에 대항하여 버틴 유일한 성은 윈저였다. 그곳에서는 60명의 왕당파 기사들이 2개월간의 공성전에서 살아남았는데, 하단 구역의 구조에 심각한 피해를 입었음에도 불구하고 그러했다. 이 피해는 헨리 3세에 의해 1216년에 즉시 수리되었고, 그는 서쪽 성벽을 건설하여 방어력을 더욱 강화했는데, 그 중 대부분은 오늘날에도 남아있다. 이 피해는 아마도 성이 불과 30년 전인 1189년에 남작들에 의해 공성전을 겪었기 때문일 수 있다.
1206년에 존은 로체스터성 수리에 115파운드를 지출했으며, 심지어 마그나 카르타를 이끌어낸 협상 기간 동안에도 선제적으로 그곳을 점유하고 있었다. 그러나 헌장의 조건에 따라 1215년 5월 캔터베리 대주교 스티븐 랭턴에게 다시 넘겨주어야 했다. 반란 남작들은 그 후 윌리엄 도비니 휘하의 병력을 성으로 보냈고, 성의 성주인 레지널드 드 콘힐은 성문을 열어주었다. 따라서 1215년 10월, 존은 도버에서 런던으로 행진하는 동안 로체스터가 그의 길을 막고 있는 것을 발견했고 10월 11일에 직접 공성전을 시작했다.

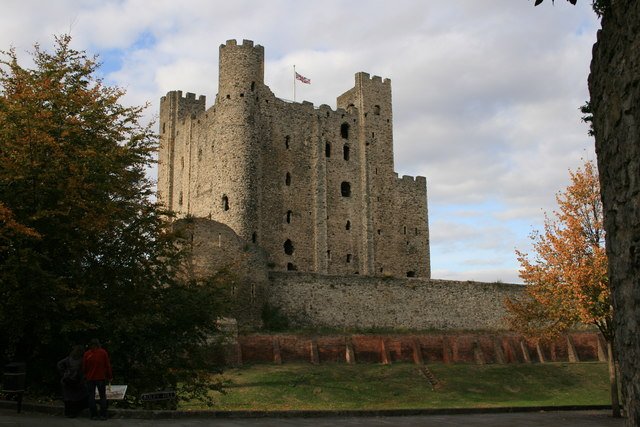
로체스터성의 원형 탑 (중앙)과 두 개의 사각 탑 (왼쪽과 오른쪽).

반군들은 런던으로부터의 증원군을 기대했지만, 존은 그들의 진입로인 도시의 메드웨이 강 다리를 불태우기 위해 화선을 보냈다. 로버트 피츠월터는 왕을 막기 위해 나섰고 다리 위로 싸우며 나아갔지만 결국 성 안으로 밀려났다. 존은 또한 로체스터 대성당을 약탈하고 모든 가치 있는 물건을 가져갔으며, 말을 거기에 들여놓았는데, 이 모든 것은 랭턴을 경멸하는 의미였다. 그리고 나서 캔터베리 사람들에게 명령이 내려졌다.
그 후 5개의 공성 무기가 세워졌고, 성벽을 약화시키기 위한 작업이 진행되었다. 이 중 한 가지 방법을 통해 왕의 병력은 11월 초에 바이리에 진입하여 점유했으며, 남동쪽 탑을 약화시키는 것을 포함하여 보루에 대해 동일한 전술을 시도하기 시작했다. 갱도의 지붕은 나무 지지대로 지탱되었는데, 이것들은 돼지 지방을 사용하여 불을 붙였다. 1215년 11월 25일, 존은 재판관들에게 "가장 맛없는 돼지 중 가장 살찐 돼지 40마리를 밤낮으로 가장 빠르게 우리에게 보내어 성 밑에 불을 지필 수 있도록 하라"는 영장을 보냈다. 이렇게 발생한 불은 보루의 한쪽 모서리 전체를 무너뜨렸다. 반군들은 보루의 크로스월 뒤로 물러났지만 여전히 버텨냈다. 몇 명은 성을 떠나는 것이 허락되었지만, 존의 명령에 따라 본보기로 손과 발이 잘렸다.
이제 겨울이 다가왔고, 성은 무력이 아닌 기아로 11월 30일에 함락되었다. 존은 돼지를 위한 기념비와 교수대를 세우고 전체 수비대를 매달 생각이었지만, 그의 휘하 장교 중 한 명인 사바리 드 몰레옹은 존이 항복할 경우 선례가 될 것이므로 반군들을 교수형에 처하지 말라고 설득했다. 실제로 교수형에 처해진 사람은 단 한 명뿐이었다(이전에 존의 휘하에 있었던 젊은 궁수). 나머지 반란 남작들은 코프성과 같은 왕실 소유의 다양한 성에 투옥되었다. 공성전에 대해 반웰 연대기 작가는 "살아있는 그 누구도 그토록 맹렬히 압박받고 그토록 용감하게 저항했던 공성전을 기억하지 못한다"고 썼고, 그 후 "성채를 신뢰하는 사람은 거의 없었다"고 썼다.

### 존 왕의 죽음
1216년 10월 18일, 존은 결국 치명적일 것으로 판명된 이질에 걸렸다. 그는 노팅엄셔 뉴어크성에서 사망했고, 그와 함께 전투의 주된 이유도 사라졌다. 이제 루이는 존의 9세 아들 헨리보다 남작들의 이익에 훨씬 더 큰 위협으로 보였다.
윈체스터 주교인 피에르 데 로슈와 몇몇 남작들은 어린 헨리를 잉글랜드의 왕으로 즉위시키기 위해 서둘렀다. 런던은 루이에게 점령되어 있었기 때문에(그의 정부 소재지였다) 즉위식에 사용될 수 없었다. 따라서 1216년 10월 28일, 그들은 데비지스 성에서 글로스터 수도원으로 소년 헨리를 데려왔고, 교황 특사인 과랄라 비키에리(1227년 사망, 베르첼리 주교, 1216년~1218년 잉글랜드 교황 특사)가 주재하는 소규모 참석자들 앞에서 즉위식을 거행했다. 그들은 헨리에게 금 목걸이를 씌워 즉위시켰다.
1216년 11월 12일, 마그나 카르타는 61조를 포함한 일부 조항이 삭제된 채 헨리의 이름으로 재발행되었다. 개정된 헌장은 어린 왕의 섭정인 윌리엄 마샬이 서명했다. 나라의 많은 부분이 루이에게 충성했으며, 잉글랜드 남서부와 미들랜즈는 헨리를 지지했다. 마샬은 크게 존경받았고, 남작들에게 아버지의 죄에 대해 어린 헨리를 비난하지 말라고 요청했다. 지배적인 정서는 자기 이익에 의해 영향을 받아 소년에게서 상속을 박탈하는 생각을 싫어했다. 마샬은 또한 자신과 다른 섭정들이 마그나 카르타에 따라 통치할 것을 약속했다. 또한 그는 이미 루이를 파문한 교황으로부터 지지를 얻는 데 성공했다.

### 루이의 손실

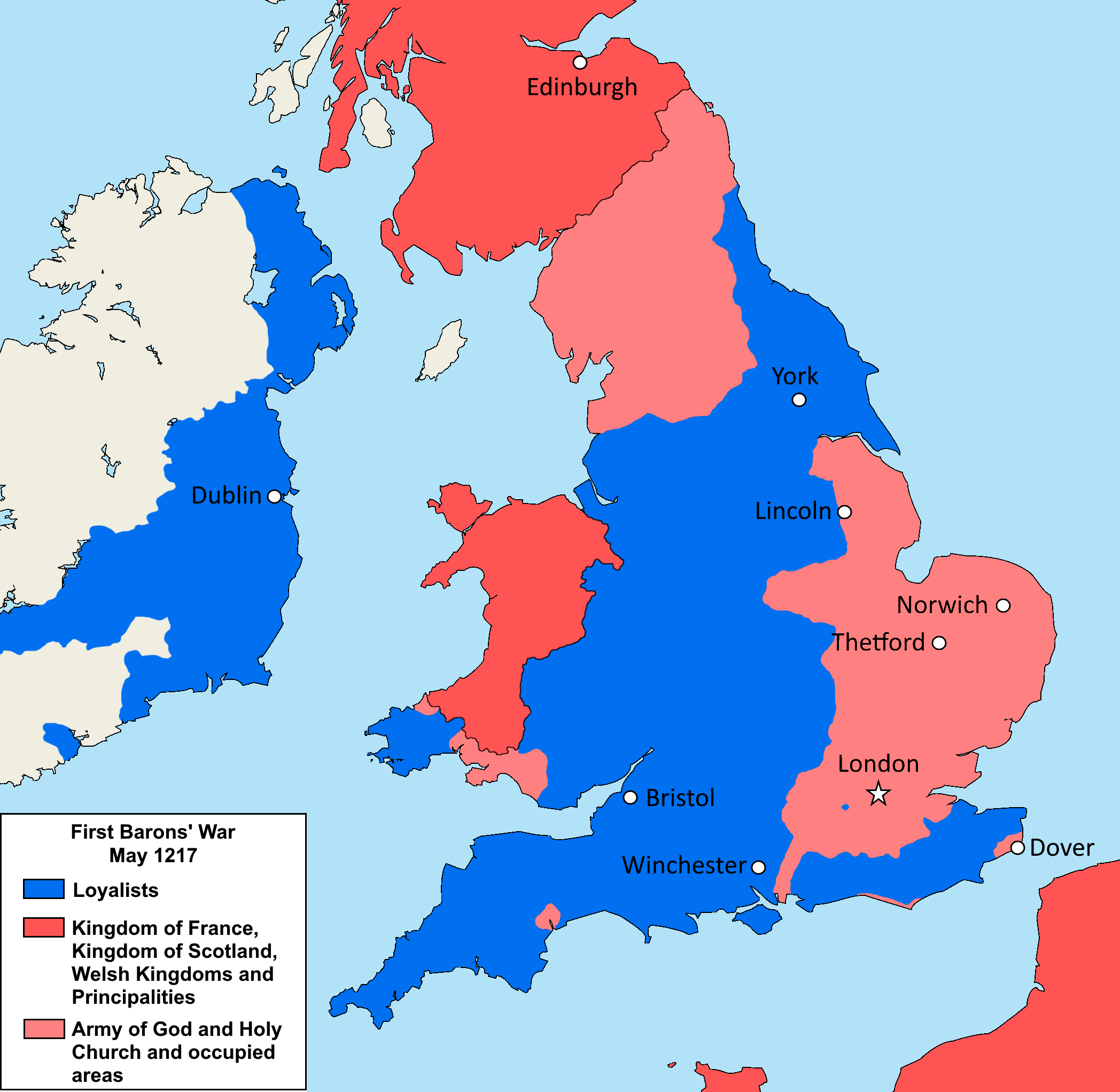
1217년 5월, 2차 링컨 전투 직전의 전쟁 지도

윌리엄 마샬은 서서히 대부분의 남작들을 루이 편에서 헨리 편으로 바꾸고 루이를 공격하도록 만들었다. 양측은 약 1년간 싸웠다. 1216년 12월 6일 루이는 허트퍼드성을 점령했지만, 방어하던 기사들이 말과 무기를 가지고 떠나도록 허용했다. 그는 12월 말에 버크햄스테드성을 점령했는데, 이 역시 왕실 수비대가 말과 무기를 가지고 명예롭게 철수하도록 허용했다.

1217년 초, 루이는 증원군을 위해 프랑스로 돌아가기로 결정했다. 그는 켄트주와 서식스주의 왕당파 저항군을 뚫고 남쪽 해안까지 싸워야 했고, 루이스에서 매복 공격으로 병력의 일부를 잃었으며, 나머지는 윈첼시까지 추격당했고 프랑스 함대의 도착으로 겨우 기아에서 벗어났다.

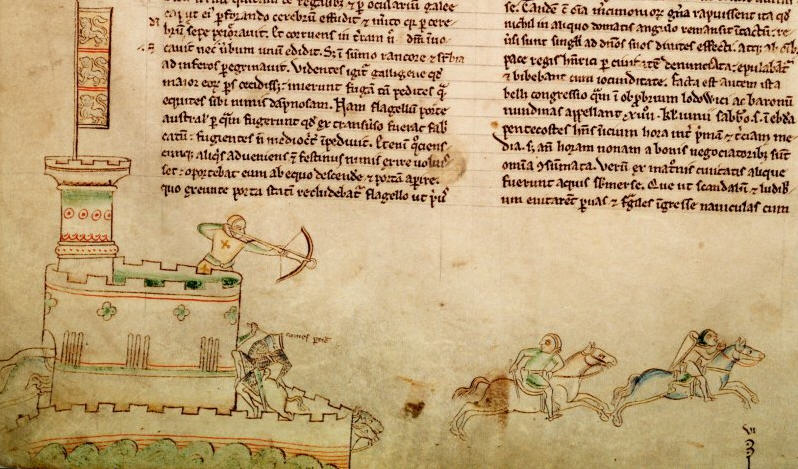
1217년 2차 링컨 전투.

도버와 휴전이 체결된 이후, 도버 수비대는 루이의 프랑스와의 통신을 계속해서 방해했다. 그래서 루이는 두 번째 공성전을 시작하기 위해 도버로 돌아왔다. 새 공성전에 대비하여 도버성 밖에 세워진 프랑스 진영은 증원군을 실은 함대가 도착하는 순간 윌리엄 오브 캐싱햄과 올리버 피츠 레지스에 의해 공격받아 불탔다. 루이는 샌드위치에 상륙하여 도버로 행군해야 했고, 그곳에서 1217년 5월 12일 진지하게 두 번째 공성전을 시작했다. 이 새로운 공성전으로 루이의 병력이 너무 많이 분산되어 마샬과 폴크스 드 브로테는 1217년 5월 15일 또는 5월 20일에 링컨성에서 친루이 남작들을 공격하여 크게 물리칠 수 있었는데, 이는 제2차 링컨 전투로 알려지게 되었다.
마샬은 다음으로 런던에 대한 공성전을 준비했다. 그 사이에 루이는 이번에는 바다에서 도버 해전과 샌드위치 해전에서 두 번의 더 큰 패배를 겪었는데, 이번에는 윌리엄의 동맹이자 도버의 경관인 휴버트 드 버그의 손에 의한 것이었다. 수도사 유스타스가 이끄는 루이의 새로운 증원군 호송대는 파괴되어 루이가 전투를 계속하는 것이 거의 불가능해졌다.

## 여파
1년 반의 전쟁 끝에 대부분의 반란 남작들이 이탈했다. 이로 인해 1217년 프랑스군의 패배는 루이에게 협상을 강요했다. 헨리 지지자 중 일부는 무조건 항복을 주장했지만, 펨브로크 백작은 더 온건한 조건을 성공적으로 주장했다.
1217년 9월 11일 서명된 램버스 조약에서 루이는 잉글랜드 왕위에 대한 자신의 주장을 포기하고 자신이 정당한 왕이 아니었음을 인정해야 했다. 조약의 주요 내용은 잉글랜드 반군에 대한 사면이었지만, 루이에 합류했던 남작들은 그의 철수를 신속하게 하기 위해 프랑스 왕자에게 10,000마르크를 지불해야 했다. 루이는 자신이 보유했던 몇 안 되는 남은 성들을 포기하고 그의 동맹인 알렉산더 2세 휘하의 스코틀랜드군과 위대한 르웰린 휘하의 웨일스군에게 무기를 내려놓으라고 권고했다. 루이는 또한 잉글랜드를 다시 공격하지 않겠다고 약속했다.

## 박물관
- 도버성("1216년의 경험")은 두 차례의 공성전과 샌드위치 해전을 재현하며 (북문 공성전 현장보다는 본성에서), 읍내 박물관에도 관련 자료가 있다.
- 로체스터 시립 박물관에는 공성 중인 성채 모형이 전시되어 있다.

## 같이 보기
- 제2차 남작 전쟁

### 내용주
1. ↑  2020년 기준 £165,653에 해당 돈.

### 인용
1. ↑  Harding 1993, 10쪽.
2. ↑  Arlidge & Judge 2014, 19쪽.
3. ↑  Turner 2009, 189쪽.
4. ↑  Danziger & Gillingham 2004, 261–262쪽.
5. ↑  Morgan, Gavin (2016년 6월 10일). “When Guildford Castle Fell to the Invading French 800 Years Ago This Week”. 《The Guildford Dragon》. 2019년 7월 16일에 확인함.
6. ↑  Hanley 2017, 109쪽.
7. ↑  Contemporary source quoted in Salter (2000).
8. ↑  Fryde 외. 1986, 37쪽.
9. ↑  Warren 1991, 254–255쪽.
10. ↑  "Kingston, treaty of" A Dictionary of British History. Ed. John Cannon. Oxford University Press, 2009
11. ↑  Tout 2018, 16쪽.

### 도버 공성전
- 사진 및 기사
- Goodall, John (2000). 《Dover Castle and the Great Siege of 1216》. 《Château Gaillard: Études de castellologie médiévale》 19. 91–102쪽. (온라인 버전에는 인쇄 버전의 도표가 없음)